# محمد قاسم (بازیکن فوتبال، زاده ۱۹۸۱)
محمد قاسم (انگلیسی: Mohammed Qassim؛ زادهٔ ۱۳ ژانویهٔ ۱۹۸۱) بازیکن فوتبال اهل امارات متحده عربی بود.
از باشگاه‌هایی که در آن بازی کرده‌است می‌توان به باشگاه فوتبال الظفره، باشگاه فوتبال شباب الاهلی، و باشگاه فوتبال العین اشاره کرد.
وی همچنین در تیم ملی فوتبال امارات متحده عربی بازی کرده‌است.